# IAST
The International Alphabet of Sanskrit Transliteration (IAST), v překladu Mezinárodní abeceda pro tranliteraci sanskrtu je transliterační schéma pro bezztrátovou romanizaci indického zápisu. Používá se především pro transliteraci sanskrtu a pálí. Často se používá v publikacích, především v knihách zabývajících se sanskrtem a pálí v indických náboženských textech. V současnosti[kdy?] se používá i v elektronických textech díky rozšířeným znakům Unicode.